# Saint-Romans-lès-Melle

Saint-Romans-lès-Melle este o comună în departamentul Deux-Sèvres, Franța. În 2009 avea o populație de 675 de locuitori.